# 376 Geometria
376 Geometria è un asteroide della fascia principale del diametro medio di circa 34,91 km. Scoperto nel 1893, presenta un'orbita caratterizzata da un semiasse maggiore pari a 2,2889142 UA e da un'eccentricità di 0,1713731, inclinata di 5,43119º rispetto all'eclittica.
Il suo nome è dedicato all'omonima scienza.